# Anthony Steffen
Antonio Luiz De Teffè , conegut artísticament com a Anthony Steffen (Roma, 21 de juliol de 1930 – Rio de Janeiro, 4 de juny de 2004) va ser un actor italo-brasiler que va protagonitzar diversos spaghetti westerns, la qual cosa li va fer gaudir de gran popularitat en l'Europa de finals de la dècada del 1960.

## Filmografia
A continuació hi ha algunes de les pel·lícules on va actuar.
- 1959 - Ragazzi del Juke-Box
- 1966 - Sang a Sol colgat
- 1966 - 7 dòlars al roig
- 1966 - Una tomba per al xèrif
- 1967 - Killer Kid
- 1967 - Els quatre salvatges
- 1967 - Un tren per a Durango
- 1968 - Qui crida venjança?
- 1968 - Django el bastard
- 1969 - Els pistolers del Pas Bravo
- 1970 - Garringo
- 1971 - Apocalipsis Joe